# Davor
Davor est un village et une municipalité située en Slavonie, dans le comitat de Brod-Posavina, en Croatie. Au recensement de 2001, la municipalité comptait 3 259 habitants, dont 99,42 % de Croates et le village seul comptait 2 513 habitants.

## Personnalités
- Ivica Olić, joueur du Bayern Munich.

## Localités
La municipalité de Davor compte 2 localités : Davor et Orubica.